# Phalloniscus chiltoni
Phalloniscus chiltoni är en kräftdjursart som beskrevs av Bowley 1935. Phalloniscus chiltoni ingår i släktet Phalloniscus och familjen Dubioniscidae. Inga underarter finns listade i Catalogue of Life.

## Bildgalleri

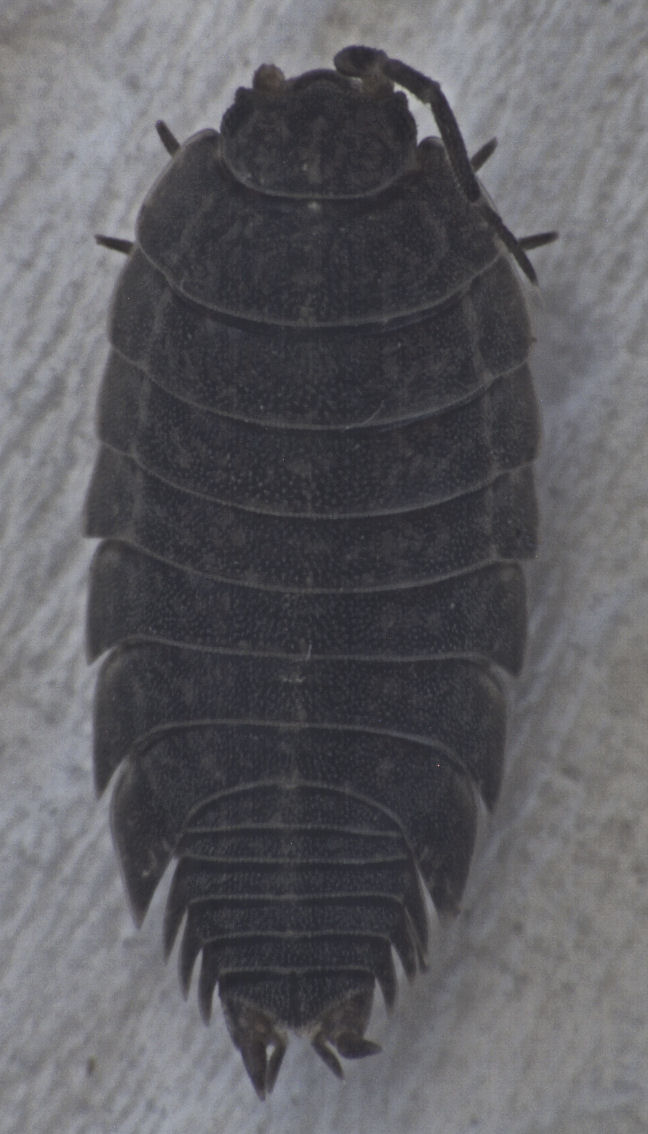